# Nieuw Sloten
Nieuw Sloten is een wijk in Amsterdam Nieuw-West. De naam Nieuw Sloten is ontleend aan het nabijgelegen dorp Sloten. Tussen 1960 en 1988 lag hier het Tuinbouwgebied Sloten, dat de vervanging was voor de tuinders die moesten wijken voor de bouw van de wijk Overtoomse Veld.
In de jaren tachtig was het de bedoeling hier het Olympisch dorp te bouwen voor de Olympische Spelen van 1992, waar Amsterdam zich in 1984 kandidaat voor had gesteld. Ter voorbereiding daarop werd al vanaf 1985 met de tuinders onderhandeld over de overname. In 1986 werden deze Olympische Spelen echter niet aan Amsterdam maar aan Barcelona toegewezen. Door deze 'Olympische' periode is de ontwikkeling van het woningbouwgebied Sloten echter in een versnelling geraakt.
In Nieuw Sloten is veel compacter gebouwd dan in de omliggende Westelijke Tuinsteden, die zo’n dertig jaar eerder waren gebouwd. In 1991 konden de eerste woningen in gebruik genomen worden. De wijk bestaat uit een mengeling van laag-, middel- en hoogbouw en is halverwege de jaren negentig voltooid. In Nieuw Sloten zijn de straten vernoemd naar steden en dorpen in België. In de wijk bevindt zich het Kasterleepark. Het winkelcentrum in Nieuw Sloten bevindt zich aan het centraal gelegen Belgiëplein naast het Kasterleepark.
In 1996 werd aan het ontwerp de Omgevingsarchitectuurprijs van de Bond van Nederlandse Architecten toegekend.
Nieuw Sloten wordt begrensd door de Plesmanlaan, het Christoffel Plantijnpad, de Sloterweg en de Vrije Geer.
In 1991 werd tramlijn 2, die tot dan eindigde aan de Louwesweg bij het Slotervaartziekenhuis net ten oosten van Nieuw Sloten, over de Antwerpenbaan in de toen in aanbouw zijnde wijk verlengd naar een nieuw eindpunt aan het Oudenaardeplantsoen. Voorts verzorgen de buslijnen 369 en 195 de verbinding met de wijk. 
Met de instelling van de stadsdelen werd de in aanbouw zijnde wijk in 1990 onderdeel van Slotervaart/Overtoomse Veld; in 2004 is de naam hiervan verkort tot Slotervaart. Sinds 1 mei 2010 maakt Nieuw Sloten deel uit van stadsdeel Nieuw-West.